# European Golf Association
European Golf Association, EGA, är samordningsorgan för de nationella europeiska golfförbunden. Organisationen grundades 1937 och har sitt säte i Lausanne. EGA:s syfte är att verka för att golfen utvecklas, samordna det internationella tävlingsprogrammet samt att anordna internationella lagmatcher. Motsvarande organisation i USA är USGA.
EGA ansvarar också för EGA handicap system. En version av detta handicapsystem används i Sverige. Delar av EGA handicap system kan användas på flera olika sätt, därför är inte ett handicap i Sverige jämförbart med ett handicap i till exempel Tyskland, även om bägge använder EGA handicap system. EGA handicap system används av de flesta länder i Europa utom Storbritannien.